# موزه مفاخر استان مرکزی

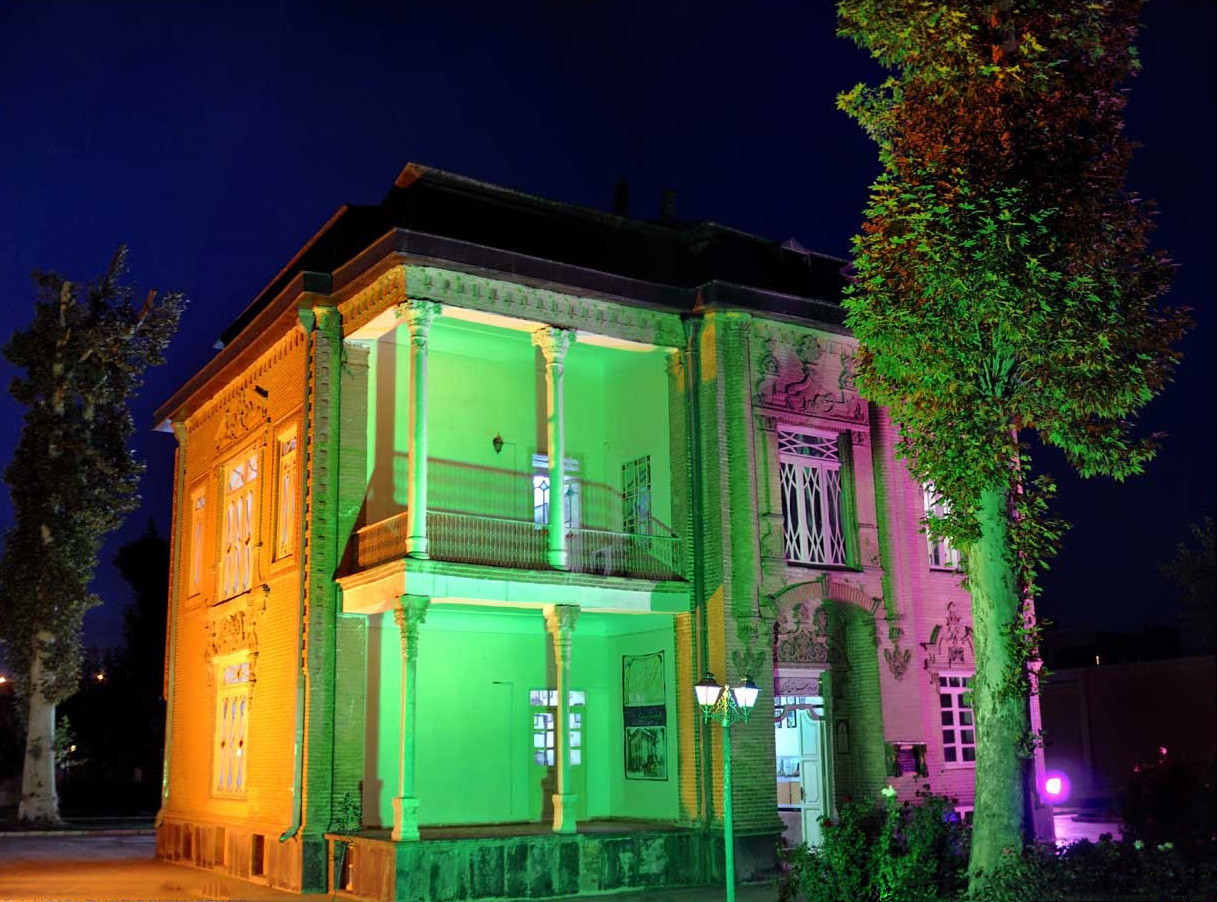

موزه مفاخر از جمله موزه‌های شهر اراک است که در سال ۱۳۸۸ در منزل خاکباز افتتاح گردید.

## بخش‌های موزه
این موزه از بخش‌های مختلفی شامل تالار امام خمینی، تالار مفاخر مذهبی و دینی، تالار مفاخر علمی و فرهنگی، تالار امیرکبیر، تالار قائم مقام فراهانی، تالار مفاخر در قید حیات، تالار سرداران شهید، مرکز اسناد و مفاخر، کارگاه مرمت و عکاسی، حمام قدیمی و خصوصی خانواده خاکباز، آب انبار و قنات، نگارخانه و فروشگاه عرضه محصولات فرهنگی و هنری و نگارخانه  محمد مهدی هدایتی تشکیل شده‌است.

## آثار
در این موزه سردیس‌ها به همراه آثار چاپ شده و اسناد، عکس‌ها و گزارش‌های متعلق به امام خمینی، امیرکبیر، قائم‌مقام فراهانی، پروین اعتصامی، کربلایی کاظم کریمی ساروقی، ملامهدی نراقی، ملا احمد نراقی، میرزا حسن آشتیانی، سلمان ساوجی، پروفسور حسابی، دکتر محمد قریب، آیت الله حاج شیخ محمد علی اراکی، علی‌اکبرخان فراهانی، استاد فتحعلی واشقانی فراهانی، شهید مصطفی چمران، شهید محلاتی، میرزا عیسی فراهانی، آقا ضیاءالدین عراقی، فرهاد رستمپور: استاد علی بصیرت نژاد: استاد ابراهیم دهگان - استاد محمد رضا محتاط - عباس سحاب و فخرالدین عراقی به نمایش درآمده‌است.

## ساختمان موزه
موزه مفاخر استان مرکزی یکی از جاذبه‌های دیدنی این استان است که در زمینی به مساحت دو هزار و ۸۰۰ متر مربع و با زیر بنای یک هزار متر مربع در ساختمان خاکباز در شهر اراک قرار دارد.
ساخت این بنا در اواخر دوره قاجاریه آغاز و پس از چهار سال عملیات اجرایی در سال ۱۳۰۸ خورشیدی به پایان رسیده‌است، نقشه این ساختمان توسط یک مهندس روسی تهیه و اجرای کار توسط استاد مراد چمنی اراکی() انجام شده‌است.
بنای موزه مفاخر استان مرکزی از نوع کوشکی با تزئینات آجری خاص دوره قاجاریه ساخته شده و دارای دو ایوان شرقی و غربی است.
این ساختمان دارای ۱۱ اتاق، گرمابه خزینه‌ای قدیمی که در گوشه حیاط ساخته شده دو قنات که یکی در محوطه به نام قنات ده و دیگری در زیر آب‌انبار به نام قنات خان حاکم، می‌باشد.
قنات ده موقوفه حاج آقا محسن اراکی و قنات خان حاکم توسط میرزا علی اکبر خان تفرشی موسوم به دوام الدوله که حاکم عراق عجم (اراک فعلی و توابع) در زمان ناصرالدین شاه بوده، احداث شده‌است.
بنای موزه مفاخر استان مرکزی در سال ۱۳۷۹ توسط سازمان میراث فرهنگی، صنایع دستی و گردشگری استان مرکزی به شماره ۳۳۳۸ ثبت آثار ملی شد.
این بنا در سال ۸۴ با همکاری استانداری استان مرکزی و سازمان میراث فرهنگی، صنایع دستی و گردشگری و ورثه خاکباز خریداری و با هدف ایجاد موزه مرمت و در بهمن ۸۸ به عنوان موزه مفاخر استان مرکزی افتتاح شد.